# Хотимир
Хотими́р — село Обертинської селищної громади в Івано-Франківському районі Івано-Франківської області. Колишнє містечко.

## Розташування
Хотимир (тепер село Івано-Франківського району) лежить при шляху Коломия — Обертин — Тлумач — Тисмениця — Івано-Франківськ, на відстані 16 км від Тлумача,9 км від Обертина і 35 км від Коломиї.

## Географія
Селом протікає річка Хотимирка.

## Герб
Герб періоду Речі Посполитої: В лазуровому щиті покладені в балку золоті вила, коса, сніп, серп і граблі.

## Історія
Старовинна оселя, багата на археологічні знахідки: верхня палеолітична стоянка, неолітична могила з кам'яним знаряддям, трипільська культура, трипільське селище, тілопальне венедське поховання 2 ст. по Хр.; з княжої доби могили й два городища. З існуючого колись тут городища залишилася тільки назва «Городище» одного з Хотимирських полів. Це поселення було, мабуть, знищене татарами. Розкопи проводили А. Шнайдер (1874), Адам Кіркор (1875), Ю. Полянський (1925).
Село Хотимир було колись зовсім на іншому місці, як про це свідчать назви різних піль і, правдоподібно, в давнину звалось Городищем, Різні глибокі печери ще й досі не досліджені, а також довгі підземні ходи, де в давнину ховалися люди, рятуючись від загарбників. На таких урочищах, як «Єгрищі», в Хотимирі, мабуть, відбувалися ритуальні ігрища. У лісі під гіркою можна ще й тепер бачити рештки колишніх сходів. Між людьми є перекази, що там мала бути колись церква, а ті сходи вели до вівтаря.
Місцевість була знищена, і нову оселю названо від прізвища власника села Хотимирського, герба Граблі, що на думку деяких дослідників походив із Чехії, а потім жив на Поділлі. Його родина і мала заложити теперішнє містечко Хотимир. (За Ступницьким) (Осип Клодніцький. Товмаччина до другої світової війни. У книзі «Альманах Станіславіської землі». Нью-Йорк, Торонто, Мюнхен — 1975. Українське товариство ім. Шевченка. Український архів, том XXVIII).

### Середньовіччя
Поселення Хотимир (місцева назва — Хоцемир або Коцемир (польською — Хоцімєж) згадується вперше в письмових джерелах 27 травня 1437 р.; в XV ст. воно мало статус містечка. У податковому реєстрі 1515 року село немає податків через розорення татарами.
В 1578 році дідичами Хотимира були 4-ро осіб: 3 представники роду Хотимирських (Хоцімірських) власного гербу, один — Пстроконських.
У польському Географічному словнику згадано, що римо-католицька парафія була заснована в Хотимирі Войціхом Хоцімірським гербу Граблі 1602 р.
У XIX столітті Хотимир (на той час містечко) мав власну печатку з такою символікою: сніп хліба, обабіч якого — ціп, коса, граблі й серп (відбиток цієї печатки, датований 1870-ми рр., зберігся в архіві А.Шнайдера).
Земля — чорнозем, загалом урожайна: навіть при низькій рільничій культурі досить видатна. Селяни загалом, усі разом, мали менше орної землі як один дідич. Тим-то, таки селянин мав 20 моргів землі, то вважався за багача, але то траплялося дуже рідко. Ліс цілком належав дідичеві. За переказами ліс, а також більшість поля давно дісталися в панські руки різними незаконними маніпуляціями.
Місцеві люди працювали коло землі, були хліборобами, і тільки як побічна робота для декого із них було доморобне ремесло — столярство, стельмаство, кушнірство та будівництво. Торгівля переважно була в руках жидів.

### Цікавинки
Цікаве явище становлять найрізноманітніші поля: Городище, Сільце, Калиняк, Вовча Гора, Вишнячка, Берестки, Єгрищі (Ігрища) і Триголовка. Про останні дві назви хочу сказати трохи більше. Назви ці збереглись ще з давніх поганських часів. Ігрища мали відбуватись на широких полях на горі, недалеко від села Жабокруків. Недалеко було поле зване Триголоватка. Десь у другій половині XIX століття там знайдено кам'яну фігуру поганського бога «Триглава» з трьома обличчями. Частково розбиту. її забрано до музею. Той дослідник, що досліджував горби, яскині й копалини був поляк, на прізвище А. Г. Кіркор. З боку гори, де колись відбувались якісь ігрища була яскиня (велика печера). Вхід до неї був невисокий — треба було згинатися, щоб увійти. Увійшовши, можна вже було дорослій людині йти вільно, не згинаючись. При вході до тої печери була ціла купа потовчених черепків. Сміливіші дорослі люди з електричними ліхтариками заходили досить далеко і через кілька десятків метрів натрапили на старі жорна.
Люди оповідали про ту печеру різні історії, що ніби вона йшла аж під дзвіницю в селі Чортовець, що хтось пускав у ту печеру півня і той півень ніби перейшов на другий кінець тієї печери і піяв під дзвіницею. Розуміється усе це був витвір людської фантазії, проте та печера тягнеться під землею досить далеко; під час наїздів різних кочовиків місцеві люди зносили до неї своє майно й самі переховувались у ній, поки кочовики не відходили.
У зовсім протилежному напрямі близько трьох кілометрів на захід є поле, що тягнеться аж до ліса і називалося «Сільцем», У лісі під горою мала бути церква. Старі люди пробували показати дві чи три сходинки. Які на думку одних вели колись до церкви, а на думку інших — до вівтаря. Побіч тих сходів мала бути криниця, засипана тепер землею й камінням; з неї сльозилася вода. У ту криницю вкинули колись і дзвони з тієї церкви. Ще й досі затрималася в людях повір'я, що вранці на Великдень праведні люди можуть, як ті дзвони дзвонять.
Були й новішого походження назви піль, як ось Чеський лан, Молочний горб, чагри та ін.
Північний кінець Хотимира мав так званий ринок у формі квадрата, довкола якого були хати, майже виключно єврейські, а на східній стороні того квадрата був цегляний шкільний будинок, зруйнований під час війни у 1916 р. і досі не відбудований. На північному розі стояв римо-католицький костьол. Ціла південна частина — то було велике розлоге село, де тут і там були поодинокі жидівські хати, в яких були різні крамниці, чи верстати праці — кравець, кравчиня, швець, скляр, гендляр кіньми (ліверант) тощо.

### Церква
У селі при шляху (шосе) була мурована церква святого Миколая і при ній садиба священника, приходство, як вона звалася в Галичині. Друга церква стара під покровом Пречистої Богородиці. Вона була дерев'яна і стояла в західній частині села на скелі, у так званих Берегах. Ця церковця справді була стара, бо одна стіна була ще з XII століття. Обидві церкви та костьол згоріли під час війни у 1916 р. їх запалила німецька артилерія, що обстрілювала російське військо, розташоване в селі. Недалеко за містечком, на північ були російські позиції, а далі під селом Озеряни були німці. Вони й стріляли в село та спалили всі три святині, зруйнували багато хаті в і від тієї стрілянини загинуло багато цивільних людей. Тоді саме 8 липня 1916 р. загинув батько автора цих рядків.
Церкву в берегах не відбудовано, а на місці отої нової кам'яної перед Другою світовою війною у 1924 р. збудовано велику муровану церкву за проєктом інженера Володимира Гринева з Долини Товмацького повіту. У ній не була закінчена тільки голена баня, а покрита провізоричним дахом. Під час війни у 1944 р. і ця церква зазнала чималої руїни, бо німці і москалі тримали в ній коні, а стіни були пошкоджені гарматним обстрілом. Коли більшовики запровадили православ'я на московський лад, то богослужіння відбувалися в будинку римо-католицького ксьондза. А коли згорів двірський палац, де містилася школа, то школу перенесли до того ксьондзівського будинку, а люди мусіли ходити до церкви в сусідньому селі Жабокруках, а за останніми відомостями — до іншого сусіднього села Живачева за 5 км. Мова як в українців-греко-католиків, так і в римо-католиків була українська, а в жидів був жаргон: у стосунках із нежидами — ламана українська мова.

### Школа
Школа була трикласна з чотирма відділами. Вона мала власний цегляний будинок, покритий плитою. Цей шкільний будинок був знищений (згорів) під час війни у 1916 р. і по війні його вже не відбудовували, а для школи громада наймала залі по різних хатах. Мовою навчання була польська, а українську мову вчили як окрему дисципліну.
1921 року вчителька, що народилася в Хотимирі й стала учителювати в місцевій школі, серед шкільних паперів знайшла наказ австрійської влади, що ця школа мала б бути ультраквістичною, тобто польсько-українською порівну. А завідувачі школи, що ними завжди були поляки, тримали той наказ в тайні, а місцеві люди за тим не впоминалися, то й школа довгі роки незаконно була тільки польська, із польською мовою навчання.
Коли то виявилося, тоді деякі громадяни з місцевим священником, який був греко-католиком о. Григорієм Дурделло почали домагатися від влади виконання згаданого указу. Завдяки цьому були відкриті паралельні відділи з українською мовою навчання і тоді було призначено кілька учительок українок для українських відділків.
Зал для школи відступив згаданий священник у священичому будинку. Та з різних причин ті українські класи проіснували недовго, бо польська влада ліквідувала їх. Священик не дуже обороняв ту справу, щоб не мати клопоту з тією школою і дітьми у своїй хаті.
Був у Хотимирі і великий народний дім. Перед ним був менший народний дім, що його збудував приблизно 1910 року о, У.Котів. Цей священик хоч і був москвофілом, але працював для народу і своїх політичних однодумців у Хоимирі не мав.
Щодо грамотності, то серед старших людей було менше письменних, а серед молодших більше. Чужа школа й чужий учитель не могли причинитися до піднесення освіти населення.
Село видало певне число людей із високою чи середньою освітою, а саме:
- брати Мануляки, із них один був священиком (помер у молодому віці, залишив вдову з трьома дітьми), його брат учитель гімназії
- Герула (Ґерула) закінчив гімназію і вступив на медичний факультет університету, але незабаром помер від туберкульозу легенів
- брати Клодницькі: старший Клодницький Володимир закінчив Віденський університет і здобув докторат політичних наук; молодший брат Клодницький Осип — автор цієї хроніки — вступив на медичний факультет у Відні й Познані (Польща), здобув докторат медицини
- Броніслав Кобилянський, сирота, виховувався у свого діда, пізніше закінчив університет у Відні і здобув ступінь доктора філософії, тепер професор у Львові
- Євген Пона, син Антона Пони, закінчив університет у Познані і здобув докторат медицини — помер у відносно молодому віці після операції підшлункової залози. Його молодший брат Іван-Мечислав закінчив університет у Кракові із дипломом магістра права
- Атаназій Дурделло (1909—1980), син священика, закінчив Політехніку в Чехії і здобув диплом інженера.

Кілька жінок здобули середню освіту, а саме:
- Осипа, донька Стефана Пони та Олена Дурделло, дочка священика, закінчила учительську семінарію
- Олена Пона, донька Стефана Пони, сестра Осипи, закінчила університет у Львові з дипломом магістра формації.

Здобули середню освіту також і чоловіки:
- Володимир Кіт, син Миколи Кота, закінчив гімназію, служив у більшовицькій армії, а потім у польській, як кадровий майор;
- Василь Пона, син Федора, закінчив гімназію у Тлумачі;
- Гриць Пона склав магістратуру в учительській семінарії.

Крім згаданих, декілька осіб закінчили по кілька класів гімназії в довколишніх містах.
Місце народження австрійського філософа і соціолога Лео Кофлера (Leo Kofler) (1907–1995), українського мовознавця Броніслава Кобилянського (1896–1986).

### Вихор війни
Після окупації Галичини поляками Хотимир утратив статус містечка. У 1934 р. Хотимир став адміністративним центром об'єднаної сільської ґміни Хоцімєж Тлумацького повіту.
У 1939 році в селі проживало 3 060 мешканців, з них 2 150 українців-грекокатоликів, 700 українців-римокатоликів, 50 поляків, 160 євреїв. Також до села належала польська колонія Ігрища, в якій польська влада поселила 160 польських колоністів міжвоєнного періоду.
Величезну більшість населення до 1939 року становили українці-греко-католики й римо-католики, частину їх у переписах записано поляками. Усі вживали тільки української мови. Іншої мови ніхто не знав. Польською мовою говорив тільки польський ксьондз, дідич і учитель. Після першої світової війни, під впливом учителів, трохи більше римо-католиків почали вживати каліченої польської мови, головно з дітьми.
Указом Президії Верховної Ради УРСР 23 жовтня 1940 р. Хотимирська сільська рада передана з Отинянського району до Обертинського району.
Хотимир — неофіційний символ боротьби Української Повстанської Армії у Тлумацькому районі. Під час каральних операцій НКВС було знайдену повстанську криївку (одну з останніх в районі). При спробі захоплення повстанець, що в ній знаходився, відмовився здаватися і підірвав себе ручною гранатою, щоб не датися живим. Цю подію зафіксовано у народній пісні, складеній хотимирцями.
В 1970 р. в Хотимирі всього 1554 осіб людності. В давніші роки жидів у Хотимирі було багато більше, але вони попереселялись до Товмача, Отинії й Коломиї.

## Населення

### Мова
Розподіл населення за рідною мовою за даними перепису 2001 року:
| Мова       | Кількість | Відсоток |
| ---------- | --------- | -------- |
| українська | 887       | 99.78%   |
| російська  | 2         | 0.22%    |
| Усього     | 889       | 100%     |

## Відомі люди

### Народилися
- Ксенофонт Климкович (1835—1881), син священника — був письменником, перекладачем і журналістом. Перекладав твори чужих письменників на українську мову, а твори Шевченка, Марка Вовчка на німецьку. Співпрацював в українських періодичних виданнях у Львові й Відні.
- Отець-доктор Клодницький Володимир (*1891 — †1973) — український православний священник, громадський і церковний діяч, письменник-мемуарист, вояк УГА.
- 16 травня 1961 року  газета "Свобода" [Архівовано 30 липня 2019 у Wayback Machine.], яка видається у США з 1893 року розповіла про людину, яка виділила зі свого сімейного б'юджету чотири тисячі доларів США на спорудження у Вашингтоні пам'ятника Тарасу Григоровичу Шевченку. Це була найбільша пожертва серед українців на ту пору. Кореспондент щоденного україномовного видання виїхав до Детройту, що знаходиться на кордоні з Канадою, де мешкав 71-літній Василь Олійник. Бідний українець, який, як він повідомив, народився у селі "Коцемир у Товмацькому повіті Західної України". Тепер це село Хотимир Тлумацького району Івано-Франківської області. До США В. Олійник приїхав у пошуках заробітку 1911 року. Як і ще його троє братів. Два з них отаборилися в Канаді, а Василь і ще один із них попрямували до Детройта. Всі роки Василь Олійник важко працював. Заробив пенсію у 150 доларів США. Скромно живе без сім'ї, знімає кімнатку. Вільний час проводить в українському клубі. А практично всі за життя зібрані гроші віддав на благородну пожертву, бо завжди йому допомагав у боротьбі з труднощами своєю полум'яною, патріотичною поезією саме великий поет Тарас Шевченко.
- Антіпов Денис Геннадійович (30.06.1989 - 11.05.2022) - лейтенант 95-ї ОДШБр Збройних Сил України, перекладач, викладач Інституту філології Київського національного університету імені Тараса Шевченка (працював на кафедрі мов і літератур Далеко Сходу та Південно-Східної Азії, викладав студентам корейську мову), ветеран війни з росією на Донбасі, бізнесмен. Принциповий активіст. Боровся за українську мову та проти колоніального минулого в Україні. 11 травня 2022 р. близько 10 год. офіцер управління 1 десантно-штурмового батальйону 95-тої окремої десантно-штурмової бригади, лейтенант Денис Антіпов, героїчно загинув захищаючи територіальну цілісність та Незалежність України в ході оборонного бою підрозділів бригади з противником поблизу села Довгеньке Ізюмського р-ну Харківської обл. в результаті якого отримав поранення несумісні з життям, внаслідок ворожого обстрілу танками та артилерією противника.[10]

### Проживали
- Круховський Іван — селянин, політичний та громадський діяч Галичини середини XIX століття, посол (депутат) до Австрійського парламенту 1848 року.
- Нарешті, можна згадати про одного, що схибив із правдивого життєвого шляху й пішов не туди куди треба. То був ксьондз Яловицький, нащадок українського роду, що спольщився. Він народився в Україні і молодим хлопцем приїхав до Хотимира з мамою й братом, бо його батько помер у дорозі до Хотимира. Коли він виріс, був польським ксьондзом у Теребовлі. Там помер він у 30-х роках.
- Катерина Козак (14 лютого 1897) — найстарша жінка України (на 15 лютого 2014 р.)[11]

## Корисні копалини
У Хотимирі в 2010 французькою фірмою «Сен-Гобен» почались освоюватись місцеві гіпсові родовища. 5 листопада 2024 року відбулося урочисте відкриття першого заводу міжнародної Групи Saint-Gobain, яка інвестувала понад 11 мільйонів євро. Будівництво розпочалося у 2023 році, планується працевлаштувати близько 50 осіб. Підприємство вироблятиме гіпсові суміші під торговою маркою Rigips, річна потужність становить 60 тис. тонн.